# Castell de Montgilbert
El castell de Montgilbert és una fortalesa medieval en ruïnes situat a la comuna de Ferrières-sur-Sichon a 25 km al sud-est de Vichy , al departament d'Alier (França).

## Arquitectura
El castell de Montgilbert va ser construït al segle xiii. Se situa en el cim d'un serral rocós, en un dels meandres del riu Vareille.
Un recinte exterior emmurallat, adaptat al terreny, reforça la defensa a l'oest i al Sud, pels costats amb pendent més suau - torres, sageteres - i envolta un pati baix on vivien els servents. Aquest recinte va ser arreglat al segle XV per a adaptar-ho a l'aparició de l'artilleria: troneres i un baluard amb gruixudes parets que reforcen l'entrada d'origen, que estava massa exposada.
El recinte emmurallat interior, de planta quadrada, està jalonat per torres on s'observen belles voltes de l'antiga capella. Estava coronat per un anador. Una porta amb rasclet, flanquejada per dues torres, dona accés al pati interior, on es trobaven les estances del Senyor amb la sala de gala, les dependències subalternes amb la cuina i la seva gran xemeneia, i nombroses reserves: cisterna per a l'aigua, sitja per al blat i soterranis sota els habitatges amb una bonica escala d'accés. Una galeria coberta vorejava els edificis pel costat del pati alt.
A partir del segle xvi, aquests edificis van ser arreglats per fer-los més confortables: obertura de finestres, tram d'accés a la poterna.
A poc a poc, el castell va ser abandonat, algunes finestres clausurades, fins a l'abandó total al segle xviii.

## Història
Punt clau entre les províncies alverneses, Forez i Bourbonnais, el castell de Montgilbert va ser construït per la família Saint-Gérand cap a l'any 1250, sota el regnat de Sant Lluís (Lluís IX). Al voltant de l'any 1280 va ser comprat pels Aycelin, rics burgesos auvernesos que van ser ennoblits poc temps després.
Per contracte matrimonial, el castell va passar a propietat de la família Vienne, però de 1434 a 1439, durant la Guerra dels Cent Anys, va ser confiscat i donat a Rodrigo de Villandrando, mercenari espanyol a sou del rei Carles VII de França, que va realitzar importants canvis.
Durant el Renaixement, Montgilbert va deixar de ser a poc a poc lloc de residència per als seus propietaris, els Saulx-Tavannes. Les guerres de religió ensagnaven tot el país i la província de Bourbonnais va ser definitivament reintegrada a França.
Sota el regne de Lluís XIV (1654-1715), els propietaris van viure a la cort, a Versalles. Certes parts del castell van ser abandonades i va començar a caure en ruïnes. Al voltant de l'any 1770, l'últim hereu, Jean-Baptiste Bravard d'Eyssat Duprat, va tornar a Montgilbert amb la seva mare que, per obligar-ho a deixar aquest vell castell, va fer desclavar el sostre.
L'any 1793, el castell va ser venut com "ben nacional". Al segle xix, el castell va servir com a "reserva" de pedres per als habitants del lloc, la qual cosa va accelerar la seva ruïna.
Les primera obres de conservació es van dur a terme en 1973 i una Associació va ser creada a l'any següent.

## Situació actual

Vista del castell

El castell de Montgilbert va ser inscrit en com monument historique l'11 d'octubre de 1930. L'associació creada en 1974 encara està activa i afiliada a la Union Rempart.